# Mediorhynchus
Mediorhynchus är ett släkte av hakmaskar. Mediorhynchus ingår i familjen Giganthorhynchidae.
Släktet Mediorhynchus indelas i:
- Mediorhynchus alecturae
- Mediorhynchus cambellensis
- Mediorhynchus centurorum
- Mediorhynchus conirostris
- Mediorhynchus corcoracis
- Mediorhynchus edmondsi
- Mediorhynchus emberizae
- Mediorhynchus empodius
- Mediorhynchus gallinarum
- Mediorhynchus giganteus
- Mediorhynchus grandis
- Mediorhynchus indicus
- Mediorhynchus kuntzi
- Mediorhynchus lagodekhiensis
- Mediorhynchus leptis
- Mediorhynchus lophurae
- Mediorhynchus mattei
- Mediorhynchus meiringi
- Mediorhynchus micranthus
- Mediorhynchus mirabilis
- Mediorhynchus muritensis
- Mediorhynchus najasthanensis
- Mediorhynchus numidae
- Mediorhynchus orientalis
- Mediorhynchus oswaldocruzi
- Mediorhynchus otidis
- Mediorhynchus papillosus
- Mediorhynchus passeris
- Mediorhynchus pauciuncinatus
- Mediorhynchus petrochenkoi
- Mediorhynchus pintoi
- Mediorhynchus rajasthanensis
- Mediorhynchus robustus
- Mediorhynchus rodensis
- Mediorhynchus sharmai
- Mediorhynchus sipocotensis
- Mediorhynchus taeniatus
- Mediorhynchus tanagrae
- Mediorhynchus tenuis
- Mediorhynchus textori
- Mediorhynchus turnixena
- Mediorhynchus vaginatus
- Mediorhynchus vancleavei
- Mediorhynchus wardi
- Mediorhynchus zosteropis